# Nancsung
Nancsung (kínaiul 南充) prefektúra szintű város Kínában, Szecsuan tartományban. Lakosainak száma 5 607 565 fő (2020).

## Népesség
| 2010 | 6 278 614 |
| 2020 | 5 607 565 |